# Antonio Giuriolo
Antonio Giuriolo detto Capitan Toni (Arzignano, 12 febbraio 1912 – Lizzano in Belvedere, 12 dicembre 1944) è stato un partigiano italiano.

Antonio Giuriolo

Capitano degli Alpini, fu insignito della Medaglia d'oro al valor militare.
(Carlo Azeglio Ciampi - 14 ottobre 2001)

## Biografia
Figlio di Pietro, avvocato ed esponente socialista, e di Marina Arreghini, dopo aver frequentato due anni della scuola elementare (1922 – 1923) nel paese natale, San Pietro a Castello di Arzignano, continuò gli studi a Bologna presso il collegio “San Luigi”. Nel 1924 la famiglia si trasferisce a Vicenza e Antonio frequenta il Liceo ginnasio Antonio Pigafetta. Nel 1930 si iscrive all'Università di Padova alla facoltà di Lettere.
Alla leva militare frequentò il corso per ufficiali di Fanteria a Salerno nel 1933 e si congedò con il grado di tenente nel 1934. Il 2 luglio 1935 si laureò in lettere ed entrò in contatto con Norberto Bobbio che lo definì "educatore senza cattedra" .Fu richiamato alle armi il 29 settembre dello stesso anno fino al 31 luglio 1936. Rifiutò la tessera del Partito Nazionale Fascista e quindi visse di insegnamento precario. Conobbe Aldo Capitini e lo incontrò a Perugia nel 1939, condividendo gli ideali della nonviolenza, non uccisione, non menzogna e non collaborazione. Il 3 aprile 1939 venne richiamato alle armi nella fanteria e nel dicembre viene trasferito al 3º Reggimento Alpini. Il 30 settembre 1940 fu congedato. Il 1º gennaio 1943 fu richiamato alle armi con il grado di capitano presso il 7º Reggimento Alpini di Belluno e successivamente presso Longarone con il Battaglione alpini Val Cismon.

### La Resistenza
Dopo l'armistizio dell'8 settembre 1943 scelse la strada della Resistenza con le Brigate Giustizia e Libertà ed operò in Friuli, nel bellunese e nelle montagne dell'Altopiano dei sette comuni dove organizzò la formazione di studenti universitari chiamata "piccoli maestri". Il suo nome di battaglia fu "Capitano Toni".
Nel 1944, ferito ad una mano, fu curato all'istituto “Rizzoli” di Bologna. Guarito dalla possibile gangrena non rientrò nel vicentino ma accettò di riorganizzare e comandare una formazione partigiana, la locale Brigata Matteotti "Montagna", nell'alta valle del Reno. Sotto il suo comando la Brigata operò intensamente in tutto il settore con colpi di mano e veri e propri combattimenti contro le truppe tedesche sull'Appennino compreso fra Bologna, Pistoia e Modena. Tra il settembre e l'ottobre del 1944 contribuì alla liberazione dei paesi di Capugnano, Granaglione, Borgo Capanne, Camugnano, Castelluccio, Porretta Terme.
Morì mentre tentava di recuperare i cadaveri dei suoi compagni deceduti il 12 dicembre 1944 in località Corona di Lizzano in Belvedere i loro corpi furono ricoperti dalla neve. Furono ritrovati solo al disgelo nel marzo del 1945, tra la neve con una bomba fissatagli sulla gamba come facevano spesso i soldati tedeschi.

## Onorificenze

### Riconoscimenti
Il 14 ottobre 2001 a Lizzano in Belvedere (BO), il Presidente della Repubblica Italiana Carlo Azeglio Ciampi ha reso omaggio al cippo che ne perpetua il ricordo. Gli è stata conferita la Medaglia d'oro al valor militare.
Alla sua memoria sono intitolati
- una Scuola Media Statale di Vicenza,
- una Scuola Media Statale di Arzignano,
- una via del centro di Vicenza che porta a piazza Matteotti,
- una Scuola Media Statale di Porretta Terme
- una Scuola Media Statale a Castel di Casio
- una via a Molinella
- un viale nella zona di Arcoveggio a Bologna
- la sezione Vicenza ed Hinterland dei Giovani Democratici
- il Rifugio Toni Giuriolo presso il passo di Campogrosso nelle Piccole Dolomiti
- un Gruppo Alpini della Sezione ANA di Vicenza (cerca su internet: alpinigiuriolo)

## Giuriolo nelle opere di Meneghello
Per Luigi Meneghello e i suoi compagni studenti vicentini Giuriolo fu "il maestro".
(Luigi Meneghello - Fiori italiani - 1976 - cap. 7 (pag. 933 - Meneghello opere scelte - I meridiani Mondadori))

### Fiori italiani
Meneghello gli dedica tutto il settimo capitolo del libro Fiori italiani. Un libro di riflessione sull'educazione dei giovani nati e cresciuti nel ventennio fascista; libro pensato, come scrive in prefazione, nell'estate del 1944 nella grotta della Valsugana, sulle pendici delle montagne dell'Altopiano di Asiago, durante il rastrellamento nazifascista del gruppo di partigiani guidati dal Giuriolo stesso.

### I piccoli maestri

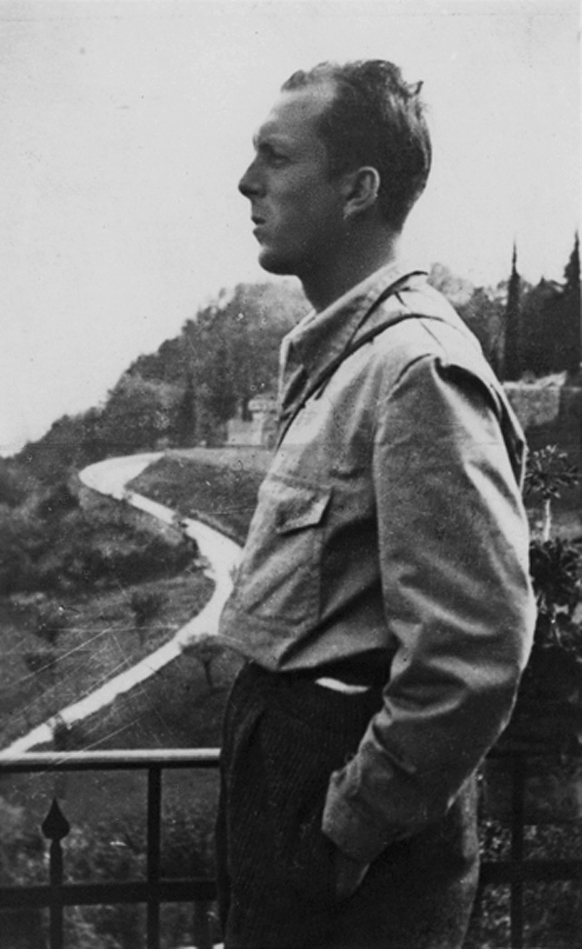
Antonio Giuriolo

Il libro del 1964 descrive, oltre che le vicende personali di Meneghello e del gruppo di giovani vicentini, il ruolo operativo di Giuriolo dopo l'8 settembre 1943 nell'attività partigiana nella zona dell'Altopiano di Asiago.
I "Piccoli Maestri" sono tutti scomparsi.
Nel 1998 è stato realizzato un film per la regia di Daniele Luchetti. Nel film la parte di Giuriolo è affidata all'attore Marco Paolini. Questo film inquadra al meglio la vita nel CLN di Giuriolo, si notano il suo animo gentile, ma anche la sua serietà nei momenti appropriati.

## Opere
- Antonio Fogazzaro attraverso la sua corrispondenza, Vicenza, Collezioni del "Palladio", 1943, nuova edizione a cura di Italo Francesco Baldo, Vicenza, Editrice Veneta, 2007 e 2011 rist
- Renato Camurri (a cura di), Pensare la libertà. I quaderni di Antonio Giuriolo, Venezia, Marsilio Editori, 2016,  p. 507, ISBN 978-88-317-1447-1.